# Badea Cârțan (cartier în Constanța)
Badea Cârțan este un cartier în Constanța. 
În anii 1970, acest cartier servea drept groapa de gunoi a orașului Constanța, dar groapa de gunoi a fost desființată și au fost construite blocuri cu garsoniere și apartamente cu 2 sau chiar 3 camere.
În prezent, cartierul are ca axe principale Str. Badea Cârțan, Str. Tulcei și Str. Ștefăniță - vodă.
În centrul cartierului se află un platou, pe Str. Badea Cârțan nr. 25, iar pe acest platou sunt construite Piața Badea Cârțan, o farmacie, un bar și Clubul Pensionarilor. Tot pe Platoul Badea Cârțan se afla, alături de Piața Badea Cârțan, și Complexul Badea Cârțan (cu autoservire), pe vremea lui Ceaușescu.
Cartierul Badea Cârțan dispune de prezența unei școli, Școala generală nr. 36 Dimitrie Știubei, preluată recent de Liceul Teoretic Decebal. 
Transportul în zona Badea Cârțan este asigurat de CT BUS SA (fosta RATC), prin liniile de autobuze 1, 2-43, 3, 3B, 42, 43C, 43M și 44.